# Viento a favor
Albums de Alejandro Fernández
15 Años De Éxitos
(2007)
Viento a favor est le cinquième album studio du chanteur pop mexicain Alejandro Fernández. Il est sorti le 26 juin 2007.

## Liste des titres
1. Te voy a perder
2. A manos llenas
3. Tanto amar
4. Amenaza de lluvia
5. Eres
6. No se me hace fácil
7. Estabas ahi
8. Sin consideración
9. Solitario y solo
10. Sueño contigo
11. Amor Gitano (featuring Beyoncé)
12. No 1 Can Compare
13. Cuando estamos juntos

## Ventes
L'album débute à la 77e place du Billboard 200 et à la 2e place du Billboard Top Latin Albums. L'album s'est vendu à 250 000 exemplaires (2× Platine + Or) au Mexique, 40 000 (2× Or) en Espagne, 20 000 en Argentine (2× Or) et 16 295 aux États-Unis.